# Macchina del ghiaccio

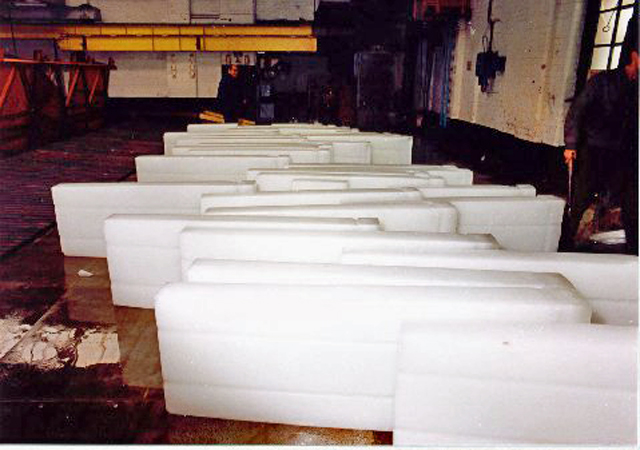
Lastre di ghiaccio artificiale alla Grimsby Ice Factory prima di venir tagliato, 1990

Una macchina del ghiaccio (icemaker in inglese) è un dispositivo che si può trovare in un frigorifero in grado di produrre ghiaccio, oppure un macchinario domestico o industriale che svolge la medesima funzione.

## Macchine del ghiaccio domestiche

### Nel frigorifero
In alcuni frigoriferi è integrata una macchina del ghiaccio, posta all’interno dello scompartimento del congelatore. Uno stampo viene riempito automaticamente con acqua (attraverso un tubo che lo collega all'impianto idrico) e, dopo alcune ore, lo stampo viene capovolto in modo da far cadere i cubetti di ghiaccio nell'apposito contenitore. In alcuni modelli un elemento riscaldante evita che i pezzi di ghiaccio rimangano attaccati.
Il ciclo si ripete fino a quando il contenitore non si riempie, allora il ghiaccio spingerà su di una apposita leva che arresterà la produzione di ghiaccio finché il recipiente non verrà svuotato. La leva può anche essere sollevata manualmente per disattivare la macchina del ghiaccio.
Nei primi modelli il ghiaccio poteva essere prelevato solamente estraendolo manualmente dal contenitore. A metà anni '60 è stato introdotto il primo elemento con dispenser posto nella parte frontale della porta del freezer. In questi modelli, spingendo con un bicchiere sull'apposita leva, viene attivato un dispositivo che recupera il ghiaccio e lo fa cadere nel bicchiere, in molti casi con anche la possibilità di tritarlo. Molti di questi dispenser permettono anche di prelevare acqua refrigerata.

### Portatili

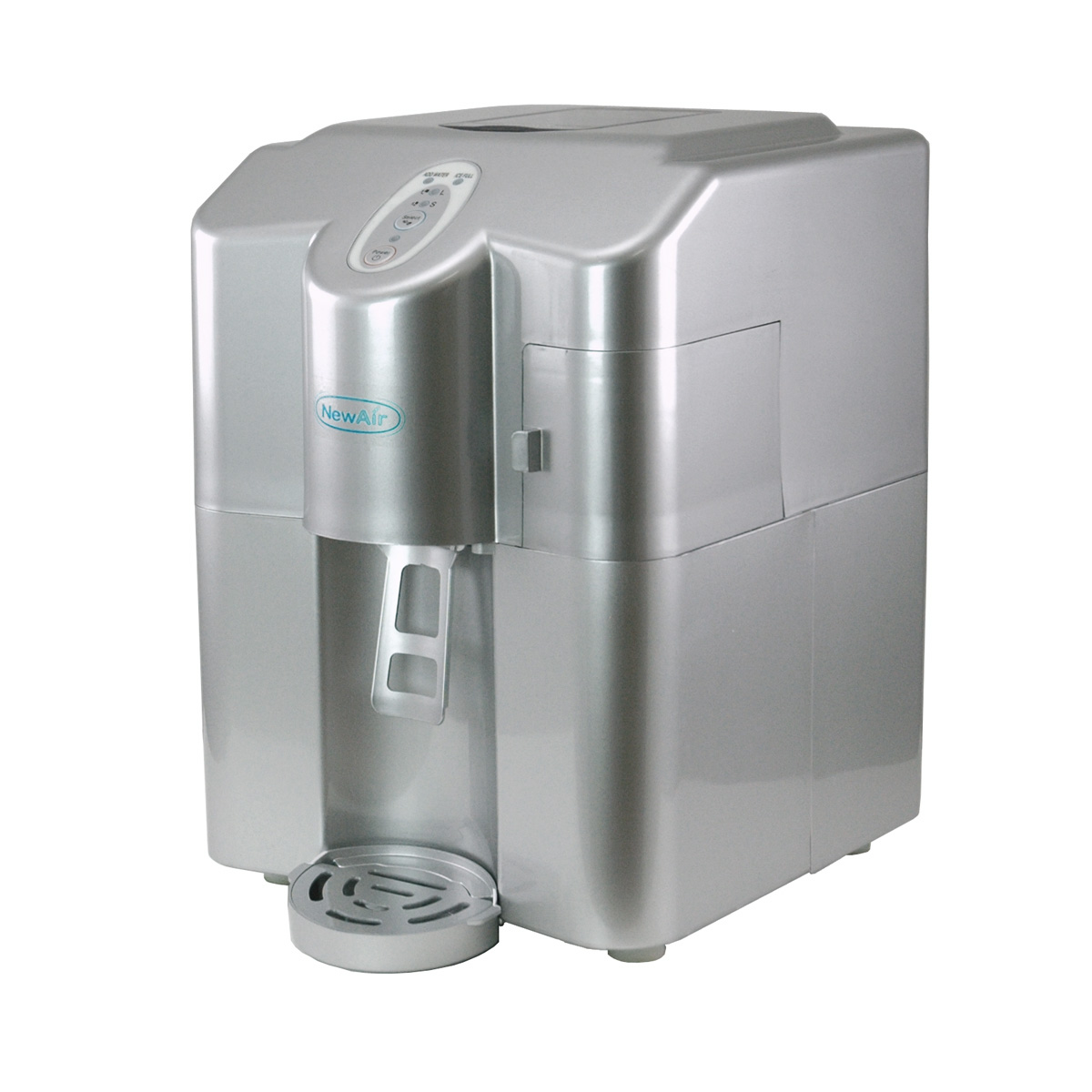
Macchina del ghiaccio portatile ad uso domestico

Le macchine del ghiaccio portatili sono piccole unità indipendenti in grado di produrre automaticamente ghiaccio generalmente dall'aspetto completamente trasparente e a forma di proiettile. Sono molto veloci è possono produrre ghiaccio nel giro di 10 minuti dopo aver avviato l'apparecchio ed inserito l'acqua.
L'acqua viene pompata in una vaschetta con delle asticelle metalliche che vengono raffreddate, attorno alle quali si forma lo strato di ghiaccio. Quando completamente formati, i pezzi di ghiaccio vengono fatti cadere in un contenitore che generalmente non viene mantenuto fresco e per questo deve essere utilizzato immediatamente o inserito in un congelatore.

## Industriali
Le macchine del ghiaccio industriali producono ghiaccio completamente trasparente, poiché utilizzano acqua mantenuta costantemente in circolazione. I macchinari industriali possono produrre ghiaccio in diverse forme e dimensioni.

## Storia
Nel 1844, un medico americano, John Gorrie, costruì un refrigeratore basato su progetto di Oliver Evans per produrre ghiaccio per refrigerare l'aria per i suoi pazienti affetti da febbre gialla. I suoi progetti datano dal 1842, rendendolo uno dei padri fondatori dei frigoriferi. Sfortunatamente per John Gorrie, i suoi progetti di fabbricazione e vendita della sua invenzione incontrarono la fiera opposizione di Frederic Tudor, lo Ice King (re del ghiaccio) di Boston. Allora, Tudor spediva ghiaccio, raccolto d'inverno in blocchi negli stagni e laghetti, dagli Stati Uniti a Cuba e stava progettando di espandere i suoi affari in India. Temendo che l'invenzione di Gorrie avrebbe rovinato i suoi affari, egli iniziò una campagna diffamatoria contro l'inventore. Nel 1851, a John Gorrie fu riconosciuto il brevetto Patent 8080 per una macchina del ghiaccio. Dopo aver combattuto contro la campagna di Tudor e la morte del suo partner, John Gorrie morì anch'egli, fallito e umiliato. Il suo progetto originale di frigorifero e il prototipo di macchina sono oggi conservati presso il Museum of American History, Smithsonian Institution a Washington, D.C.